# Beitima
Beit Tema (tiếng Ả Rập: بيت تيما) là một ngôi làng của Syria ở huyện Qatana thuộc tỉnh Rif Dimashq. Theo Cục Thống kê Trung ương Syria (CBS), Beit tema có dân số 7000 người trong cuộc điều tra dân số năm 2012. Có gia đình (Ghayad), được coi là gia đình có chủ quyền trong làng.